# Terminal Multimodal Azteca Bicentenario
La Terminal Multimodal Azteca Bicentenario, también conocida como Mexipuerto, es una estación de transferencia multimodal (ETRAM), localizada en Ciudad Azteca, en Ecatepec de Morelos, México.
La terminal está ubicada sobre ambos costados de la estación y terminal Ciudad Azteca, de la Línea B del Metro, sobre la Av. Carlos Hank González, también conocida como Avenida Central.
El desarrollo sirve como terminal y paradero para diversos tipos de transporte público, entre los que destacan el Metro, el sistema Mexibús, así como microbuses, taxis y autobuses. 
El flujo de la terminal está estimado en un promedio de 70 millones de usuarios al año, además su construcción logró el reordenamiento de casi 10,000 unidades de transporte público.
La obra fue concesionada por el gobierno mexiquense a Grupo Carso, Grupo Prodi y Homex, quienes estarán a cargo de su construcción, operación y mantenimiento por espacio de 30 años. El costo de la inversión fue de 60 millones de dólares, sólo en la primera fase.
El proyecto fue diseñado por Manuel Cervantes Céspedes y Carlos Rodríguez, contó con la participación de un grupo de expertos entre quienes destacan Florencia Serranía Soto, investigadora de la UNAM y exdirectora del Metro de la Ciudad de México, y Javier García Bejos, director del Aeropuerto Internacional de Toluca desde 2012.
El novedoso complejo incluye además un moderno centro comercial que incluye algunas reconocidas tiendas comerciales y restaurantes como 7-Eleven, Oxxo y Sanborns, salas de cine, bancos, un área pública, oficinas gubernamentales, una escuela de idiomas y un hospital privado operado por Star Médica.
El Mexipuerto Ciudad Azteca ha sido galardonado con el premio Asociación de Desarrolladores Inmobiliarios, A.C. (ADI) 2010, así como con la Medalla de Plata, del XI Bienal de Arquitectura Mexicana 2010.

## Conexiones
El CETRAM cuenta con las siguientes conexiones al transporte público del Estado de México:
- Metro de la Ciudad de México  Línea B: Ciudad Azteca
- Mexibús  Línea 1: Ciudad Azteca
- (Autobuses de Pasajeros) : Autobuses de Oriente, Línea Estrella de Oro, Ómnibus Cristóbal Colón, Autobuses Unidos, Autobuses Futura, Coordinados Premier, Pegasso GHO